# Tadeusz Wiśniewski (żużlowiec)
Tadeusz Wiśniewski (ur. 26 grudnia 1957 w Mgoszczu) – polski żużlowiec.
Sport żużlowy uprawiał w latach 1978–1989, reprezentując barwy klubów: Apator Toruń (1978–1986), Śląsk Świętochłowice (1979) oraz GKM Grudziądz (1989).
Dwukrotny medalista drużynowych mistrzostw Polski: złoty (1986) oraz brązowy (1983). Dwukrotny finalista indywidualnych mistrzostw Polski (Gorzów Wielkopolski 1984 – X miejsce, Gorzów Wielkopolski 1985 – XII miejsce). Dwukrotny finalista mistrzostw Polski par klubowych (Chorzów 1984 – V miejsce, Rybnik 1985 – VII miejsce).